# Clark County (Wisconsin)
Das Clark County ist ein County im US-amerikanischen Bundesstaat Wisconsin. Im Jahr 2010 hatte das County 34.659 Einwohner und eine Bevölkerungsdichte von 11 Einwohnern pro Quadratkilometer. Der Verwaltungssitz (County Seat) ist Neillsville.

## Geografie
Das County liegt etwas nordwestlich des geografischen Zentrums von Wisconsin und hat eine Fläche von 3157 Quadratkilometern, wovon 9 Quadratkilometer Wasserfläche sind. In Nord-Süd-Richtung wird das County vom Black River durchflossen, einem linken Nebenfluss des Mississippi. An das Clark County grenzen folgende Nachbarcountys:
| Chippewa County   | Taylor County  |                 |
| Eau Claire County |                | Marathon County |
|                   | Jackson County | Wood County     |

## Geschichte
Das Clark County wurde 1853 aus Teilen des Crawford County gebildet. Benannt wurde es nach George Rogers Clark, einem General im Amerikanischen Unabhängigkeitskrieg oder nach A. W. Clark, dem Gründer von Clark’s Mill im Nordwesten Wisconsins.

## Bevölkerung
Nach der Volkszählung im Jahr 2010 lebten im Clark County 34.690 Menschen in 13.132 Haushalten. Die Bevölkerungsdichte betrug 11 Einwohner pro Quadratkilometer. In den 13.132 Haushalten lebten statistisch je 2,59 Personen.
Ethnisch betrachtet setzte sich die Bevölkerung zusammen aus 97,8 Prozent Weißen, 0,4 Prozent Afroamerikanern, 0,7 Prozent amerikanischen Ureinwohnern, 0,4 Prozent Asiaten sowie aus anderen ethnischen Gruppen; 0,7 Prozent stammten von zwei oder mehr Ethnien ab. Unabhängig von der ethnischen Zugehörigkeit waren 4,0 Prozent der Bevölkerung spanischer oder lateinamerikanischer Abstammung.
28,9 Prozent der Bevölkerung waren unter 18 Jahre alt, 55,4 Prozent waren zwischen 18 und 64 und 15,7 Prozent waren 65 Jahre oder älter. 49,4 Prozent der Bevölkerung war weiblich.

Das jährliche Durchschnittseinkommen eines Haushalts lag bei 42.756 USD. Das Pro-Kopf-Einkommen betrug 20.202 USD. 13,9 Prozent der Einwohner lebten unterhalb der Armutsgrenze.

## Ortschaften im Clark County
Citys
| - Abbotsford1 - Colby1 - Greenwood - Loyal | - Neillsville - Owen - Stanley2 - Thorp |

Villages
| - Curtiss - Dorchester1 - Granton | - Unity1 - Withee |

Census-designated places (CDP)
- Chili
- Humbird

Andere Unincorporated Communities
| - Atwood - Bright - Christie - Clark - Columbia - Eadsville | - Eidsvold - Globe - Hemlock - Junction - Lombard - Longwood | - Lynn - Nevins - Reseburg - Riplinger - Sherwood - Shortville | - Sidney - Spokeville - Tioga - Veefkind - Willard |

1 – teilweise im Marathon County

2 – überwiegend im Chippewa County

## Gliederung
Das Clark County ist neben den acht Citys und fünf Villages in 33 Towns eingeteilt:
| Town        | Einw. (2010) | FIPS     |
| ----------- | ------------ | -------- |
| Beaver      | 885          | 55-05750 |
| Butler      | 96           | 55-11425 |
| Colby       | 874          | 55-16175 |
| Dewhurst    | 323          | 55-20025 |
| Eaton       | 712          | 55-22250 |
| Foster      | 95           | 55-26775 |
| Fremont     | 1265         | 55-27775 |
| Grant       | 916          | 55-30275 |
| Green Grove | 756          | 55-31275 |
| Hendren     | 499          | 55-33900 |
| Hewett      | 293          | 55-34200 |

| Town        | Einw. (2010) | FIPS     |
| ----------- | ------------ | -------- |
| Hixon       | 808          | 55-35050 |
| Hoard       | 841          | 55-35125 |
| Levis       | 492          | 55-43700 |
| Longwood    | 858          | 55-45700 |
| Loyal       | 826          | 55-46100 |
| Lynn        | 861          | 55-46625 |
| Mayville    | 961          | 55-50175 |
| Mead        | 321          | 55-50275 |
| Mentor      | 584          | 55-51125 |
| Pine Valley | 1157         | 55-63000 |
| Reseburg    | 776          | 55-67025 |

| Town     | Einw. (2010) | FIPS     |
| -------- | ------------ | -------- |
| Seif     | 172          | 55-72450 |
| Sherman  | 882          | 55-73350 |
| Sherwood | 220          | 55-73550 |
| Thorp    | 808          | 55-79650 |
| Unity    | 878          | 55-81825 |
| Warner   | 669          | 55-83350 |
| Washburn | 290          | 55-83575 |
| Weston   | 699          | 55-85925 |
| Withee   | 966          | 55-88300 |
| Worden   | 666          | 55-89125 |
| York     | 886          | 55-89425 |